# یونیفور
یونیفور (به انگلیسی: Unifor) یک سندیکای کارگری عمومی در کانادا است که به‌عنوان بزرگ‌ترین سندیکای بخش خصوصیِ کانادا فعالیت می‌کند. این اتحادیه در سال ۲۰۱۳ با ادغام دو اتحادیهٔ کارگران خودرو کانادا و کارگران ارتباطات، انرژی و صنایع کاغذی تأسیس شد. یونیفور از ۳۱۰٬۰۰۰ کارگر و عضو وابسته از صنایع مختلفی (از بخش‌های تولیدی و رسانه‌ها گرفته تا جنگلداری و ماهیگیری) تشکیل شده‌است. این سندیکا در ژانویه ۲۰۱۸ از مرکز ملی سندیکایی کانادا (کنگره کار کانادا) خارج شد تا به‌صورت مستقل کارش را ادامه دهد.